# Microdynerus abdelkader
Microdynerus abdelkader är en stekelart som först beskrevs av Henri Saussure 1856.  Microdynerus abdelkader ingår i släktet Microdynerus och familjen Eumenidae. Utöver nominatformen finns också underarten M. a. pharaonum.